# Ліпкан Володимир Анатолійович
Ліпкан Володимир Анатолійович (29 жовтня 1976, м. Київ) — український учений, доктор юридичних наук (2009), професор (2018), , громадський діяч. Автор понад 350 друкованих наукових праць. Керівник апарату Федерації кікбоксингу України "ІСКА". Поет і журналіст.

## Досягнення, нагороди
- 24 лютого 2024 року — нагороджений Премією „Хранителі історії”[3].
- 14 жовтня 2022 року — нагороджений хрестом «80 років УПА» Всеукраїнського об'єднання «КРАЇНА».
- 22 грудня 2018 року рішенням Президії Академії наук вищої освіти України нагороджений медаллю імені Ярослава Мудрого.
- 29 травня 2018 року за вагомий внесок у розвиток кікбоксингу в Україні був нагороджений Першим Президентом України Леонідом Кравчуком іменними боксерськими рукавичками.
- У 2018 році отримав Подяку від міністра молоді та спорту України Ігоря Жданова за вагомий особистий внесок в організацію Чемпіонату світу з кікбоксингу "ІСКА" в Україні, популяризацію фізичної культури та неолімпійських видів спорту, професіоналізм, відданість справі.
- Протягом 2015-2017 рр. неодноразово нагороджений також Грамотами Міністерства оборони України
- За часи роботи в органах внутрішніх справ неодноразово нагороджений: Медалями „За сумлінну службу” І, ІІ, ІІІ ступенів; Ювілейним пам’ятним знаком „85 років КНУВС”, Відзнакою „За відзнаку в службі” ІІ ступеню.
- У 2013 році – нагороджений грамотою Київської міської державної адміністрації за розвиток спорту.
- У 2003 році нагороджено начальником кримінальної поліції Угорщини пам'ятною медаллю та вручено відповідний диплом.
- У 2002 році нагороджений почесною грамотою Державним комітетом України у справах сім'ї та молоді.
- У 1997 році — отримав премію ім. Володимира Суміна Української правничої фундації, ставши переможцем загальнодержавного конкурсу студентських наукових робіт із дослідженням на тему: «Соціально-правова сутність тероризму».

## Фахові компетенції

### Науковий рівень
- 18 грудня 2018 року рішенням Атестаційної колегії Міністерства освіти і науки України присвоєно вчене звання Професора[4].
- 18 лютого 2009 року захистив докторську дисертацію з проблем правового регулювання національної безпеки (юридичні науки)[5].
- 16 лютого 2006 року рішенням Атестаційної колегії Міністерства освіти і науки України присвоєно вчене звання Доцента.
- 21 червня 2000 року захистив кандидатську дисертацію з проблем боротьби з тероризмом (юридичні науки).

### Освітній рівень
- У березні 2018 року закінчив з відзнакою Одеський регіональний інститут державного управління Національної академії державного управління при Президентові України, отримавши кваліфікацію магістра зі стратегічних комунікацій.
- У березні 2010 року — закінчив з відзнакою Навчально-науковий інститут менеджменту безпеки Університету економіки та права «КРОК», отримавши кваліфікацію «Професіонал з управління фінансово-економічною безпекою».
- З січня по березень 2010 року — проходив навчання в Інституті національної безпеки Університету Делавер (NSI, Delaware, USA).
- У 2004 році — достроково закінчив докторантуру Київського національного університету внутрішніх справ очної форми навчання, випустивши монографію та подавши написану відповідно до вимог ВАК України докторську дисертацію для проведення міжкафедрального семінару[6].
- З лютого по березень 2004 року проходив навчання у Міжнародній Правоохоронній академії в США, штат Нью-Мексико, м. Розвел (International Law Enforcement Academy, Roswell, New Mexico, USA). Де, зокрема вивчав особливості побудови системи стратегічних комунікацій, інформаційного супроводження діяльності сил національної безпеки.
- У лютому 2003 року закінчив з відзнакою Європейський університет фінансів, інформаційних систем, менеджменту та бізнесу[7], отримавши кваліфікацію спеціаліста з менеджменту організацій.
- З 23 травня по 19 липня 2003 року проходив навчання у Міжнародній Правоохоронній академії в Угорщині м. Будапешт (International Law Enforcement Academy, Budapest[8], Hungary). Під час навчання в академії виконував обов'язки голови української делегації.
- у  2000 року — достроково закінчив ад’юнктуру Національної академії внутрішніх справ очної форми навчання.
- У 1997 році — закінчив з відзнакою Національну академію внутрішніх справ України.
- У 1993 році — закінчив із золотою медаллю спеціалізовану фізико-математичну школу № 173 м. Києва.

### Підвищення кваліфікації

#### Бізнес тренінги
- У квітні 2019 року — пройшов навчання у Єгипті у Компанії Starlife[9] за програмою “Leadershipseminar-2. LS-2”, про успішну участь в якому видано відповідний Диплом.
- 3 27 по 31 серпня 2018 року пройшов навчання у с. Мігове Чернівеської області, у Компанії Starlife за програмою «Rhetoric seminar. RS-1», про успішну участь в якому видано відповідний Диплом. Очолював команду фінансових консультантів, яка посіла перше загальнокомандне місце серед 10 команд, що проходили навчання.
- У жовтні 2017 року — пройшов навчання у Туреччині у Компанії Starlife за програмою “Leadershipseminar-1. LS-1”, про успішну участь в якому видано відповідний Диплом.

#### Професійне навчання
- У листопаді 2015 року — пройшов підвищення кваліфікації в Дипломатичній академії при МЗС України з питань міжнародної комунікації.
- З 4 по 7 грудня 2014 року — проходив навчання у Вільній школі журналістики[10] за напрямом Master of Political Management (державне управління, політичний маркетинг і політтехнології, GR, digital технології у суспільно-політичних процесах).
- З квітня 2006 року по лютий 2009 року обіймав посаду начальника кафедри міжнародних відносин та національної безпеки Київського національного університету внутрішніх справ[11]. На даній кафедрі було розроблено інноваційні комплекси інформаціологічних дисциплін: «Інформаційна безпека України», «Державна інформаційна політика України», «Інформаційна акмеологія», «Інформаційне право», «Правові основи захисту інформації з обмеженим доступом», «Інформаційна деліктологія».
- З 12 травня по 2 червня 2008 року — успішно пройшов курс підвищення кваліфікації в Інституті безпеки і управління за програмою «Організація і управління безпекою соціальних систем»[12].
- У вересні 2003 року — пройшов тренінг ФБР за темою «Розслідування злочинів, пов’язаних із застосуванням вибухових речовин» (Post Blast Scene Management).
- З травня по липень 2002 року проходив підвищення кваліфікації в Міжнародній правоохоронній академії в Будапешті, Угорщина.
- З 20 по 24 січня 2003 року — успішно пройшов тренінг за програмою «Боротьба з тероризмом», який проводив Тренінговий центр «Партнерство заради миру» (Partnership for Peace Training Center).
- У грудні 2000 року — пройшов тренінг ФБР за напрямом «Удосконалення навичок посадових осіб правоохоронних органів» (FBI, Law Enforcement Executive Development Seminar[13]).
- У 1999 році — проходив стажування у поліції Баварії, Мюнхен, Німеччина (Bayerische Bereitschaftspolizei).

## Наукова кар'єра
- Позаштатний консультант Комітету Верховної Ради України з питань національної безпеки і оборони[14].
- Президент Глобальної організації союзницького лідерства.
- Голова інституту геостратегії і стратегічних комунікацій Глобальної організації союзницького лідерства
- Директор програм національної безпеки Центру воєнної політики і політики безпеки[15].
- Радник президента Академії безпеки відкритого суспільства.
- Академік Академії наук вищої освіти України.
- Експерт Експертної ради громадської організації «Міжнародна антитерористична єдність».
- Член Експертної комісії при раді УСПП з корпоративної безпеки.
- Доповідач на ІІ Міжнародній науково-практичній конференція «Проблеми європейської інтеграції і транскордонного співробітництва», Internationales Seminar «Internationale Aspekte der Bekämpfung von politischem Extremismus und Terrorismus», Міжнародному науково-практичному семінарі «Криміналістичні основи боротьби з тероризмом» та Regional Conference on Investigating and Prosecuting transnational Organized Crime[16]
- Член редакційної колегії “Журналу східноєвропейського права”
- Член редакційної колегії журналу "Правові новели"
- Член експертної групи Міністерства оборони України з реалізації інформаційної політики.
- Засновник журналу «Імперативи розвитку цивілізації»[17], в якому публікуються матеріали стосовно різноманітних питань міжнародних відносин, а також державної інформаційної політики та стратегічних комунікацій

## Громадська діяльність
- 22 березня 2020 року призначено на посаду керівника апарату Національної федерації кікбоксингу Україна ІСКА.
- З 6 лютого 2017 року є членом Національної спілки журналістів України.
- 14 грудня 2016 року взяв участь як Голова Глобальної організації союзницького лідерства. Взяв участь у презентації Українсько-арабської ділової ради.
- 23 травня 2016 року як Президент Глобальної організації союзницького лідерства[18] і керівника проекта Smart Ukraine організував презентацію в Укрінформі[19] першого в світі "Кобзар" Тараса Шевченка китайською мовою[20].
- 14 грудня 2015 року разом із видатними громадськими діячами, зокрема Степаном Хмарою  взяв участь як Президент Глобальної організації союзницького лідерства в обговоренні концепції формування Відкритого суду.
- З 13 по 15 лютого 2012 року взяв участь як громадський діяч в обговоренні концепції внутрішньої безпеки Європи в м.Солна, Швеція, де виступив із доповіддю про зміст загальної теорії національної безпеки та її впровадження в безпекову діяльність України, презентував модель участі недержавної системи безпеки в забезпеченні національної безпеки, намітивши можливі шляхи її імплементації в діяльність шведських та європейських безпекових інститутів.
- З 10 грудня 1996 року є членом фізкультурно-спортивного товариства ”Динамо” України.

## Поетична творчість
Поетичний творчий шлях розпочато наприкінці 1980 років. Перша поетична збірка „Струни серця” вийшла друком у 2006 році, в ній було відображено творчу спадщину автора майже за два десятиліття . Згодом — в 2011 році — було видано другу збірку, в якій знайшли відлуння автографи душі автора, адже саме за цей період відбулись найбільш визначні події в житті як в особистісному, так і професійному планах. 14 лютого 2025 року світ побачила третя збірка поезій „Потік”, що становила плід творчих пошуків автора в період з 2011 по 24 лютого 2022 року. Це і екзистенційна поезія, питання війни і миру, віковічні проблеми батьків та дітей, окремо виділено і наукову та політичну і фінансову поезії. Дана творча праця стала своєрідною спробою авторського відображення окремих віх його величності — Потоку.
Поезія В.Ліпкана змістовно та всебічно розглянута у статті Л. В. Мацевко-Бекерської".